# Сарыер (футбольный клуб)
Сарыер (тур. Sarıyer SK) — турецкий футбольный клуб из стамбульского района Сарыер, в настоящее время выступающий во Второй лиге, третьей по уровню в системе футбольных лиг Турции. Домашние матчи команда проводит на стадионе Юсуф Зия Ониш, вмещающем около 10 000 зрителей.
История «Сарыера» берёт своё начало в 1940 году, с 1963 года клуб выступал во Второй лиге, в то время второй в иерархии турецких футбольных лиг. Период с 1969 по 1971 год «Сарыер» играл в Третьей лиге. А в сезоне 1982/83 клуб дебютирует в элите турецкого футбола, где проведёт следующие 12 лет, пока не займёт последнее (16-е) место по итогам чемпионата 1993/94 и не вылетит во Вторую лигу. В этот период «Сарыер» играл роль середняка в Первой лиге, лучшими достижениями которого становилось 4-е место в чемпионатах 1985/86, 1988/89 и 1990/91. В сезоне 1991/92 «Сарыер» стал победителем Балканского кубка, в финале которого он по сумме двух встреч оказался сильнее румынского «Оцелула» (0:0 в гостях и 1:0 после дополнительного времени дома).
В сезоне 1996/97 «Сарыер» ещё на год вернулся в Первую лигу, но заняв 16-е из 18-ти мест вновь оказался уровнем ниже. А с 2005 года клуб и вовсе выступает во Второй лиге, которая к тому времени стала третьей по уровню в системе лиг.